# Khemissa
Khemissa (în arabă خميسة) este o comună din provincia Souk Ahras, Algeria.
Populația comunei este de 3.517 locuitori (2008).